# Rejon wynohradiwski
Rejon wynohradiwski (ukr. Виноградівський район) – dawna jednostka administracyjna w składzie obwodu zakarpackiego Ukrainy.
Rejon ma powierzchnię 697 km² i liczy około 118 tysięcy mieszkańców. Siedzibą władz rejonu był Wynohradiw.
Na terenie rejonu była 1 miejska rada, 2 osiedlowe rady i 29 silskich rad, obejmujących w sumie 47 miejscowości.
W 2020 roku w wyniku reformy administracyjnej obszar rejonu wynohradiwskiego wszedł w skład rejonu berehowskiego.
- (Боржавське)
- (Ботар)
- (Букове)
- Czepa (Чепа)
- (Черна)
- Czornotysów (Чорнотисів)
- (Чорний Потік)
- (Дротинці)
- (Дюла)
- Fanczykowo (Фанчиково)
- (Фертешолмаш)
- (Форголань)
- (Гетиня)
- (Горбки)
- (Гудя)
- (Хижа)
- (Холмовець)
- Korolewo (Королево)
- (Карачин)
- (Мала Копаня)
- (Матійово)
- (Неветленфолу)
- (Нове Клинове)
- (Нове Село)
- (Новоселиця)
- (Оклі)
- (Оклі Гедь)
- (Олешник)
- (Онок)
- (Перехрестя)
- (Пийтерфолво)
- (Підвиноградів)
- (Притисянське)
- (Пушкіно)
- (Руська Долина)
- (Сасово)
- (Шаланки)
- (Широке
- (Теково)
- (Тисобикень)
- (Тросник)
- Wyłok (Вилок)
- Wynohradiw (Виноградів)
- (Велика Копаня)
- (Велика Паладь)
- (Великі Ком'яти)
- (Вербове)
- (Вербовець)
- (Веряця)
- (Затисівка)